# Acalypha perrieri
Acalypha perrieri é uma espécie de flor do gênero Acalypha, pertencente à família Euphorbiaceae.